# Hyles malatiatus
Hyles malatiatus är en fjärilsart som beskrevs av Gehlen. 1934. Hyles malatiatus ingår i släktet Hyles och familjen svärmare. Inga underarter finns listade i Catalogue of Life.